# Rolf Hinz (Kieferorthopäde)
Rolf Hinz (* 1. Januar 1928 in Berlin) ist ein deutscher Kieferorthopäde, Unternehmer, Autor und Hochschullehrer.

## Leben
1945 schloss Hinz seine Ausbildung zum Zahntechniker ab. Danach studierte er Zahnmedizin an der Humboldt-Universität zu Berlin, wo er 1953 den Abschluss machte. Drei Jahre später, 1956, promovierte er zum Dr. med. dent und bekam 1957 die Anerkennung zum Fachzahnarzt für Kieferorthopädie.
Im gleichen Jahr ließ sich Hinz als Zahnarzt in Doberlug-Kirchhain (DDR) und im Jahre 1960 als Kieferorthopäde in Herne (BRD) nieder. Dort gründete er zudem das Dr. Hinz-KFO-Labor (1970), den Zahnärztlichen Fach-Verlag (1974) und ein Schulungszentrum für Zahnärzte (1977). Seit 1985 ist er zusätzlich Lehrbeauftragter an der Universität Witten/Herdecke. Rolf Hinz wurde 1988 für das Fach Kieferorthopädie habilitiert und ein Jahr später zum Lehrstuhlinhaber und Universitätsprofessor ernannt. 1999, gründete er die dentronic Multimedia, heute dentronic Multimedia Marketing GmbH. 2002 erfolgte die Eröffnung der Haranni Academie und Clinic, ebenfalls in Herne. 2009 war Hinz kommissarischer Leiter der KFO-Abteilung an der Universität Witten/Herdecke. Seine Emeritierung erfolgte im selben Jahr. Von 2009 bis 2012 war er erneut kommissarischer Leiter der KFO-Abteilung an der Universität Witten/Herdecke.
Rolf Hinz ist seit 1968 verheiratet mit Elisabeth Hinz. Er hat einen Sohn und zwei Töchter.

## Veröffentlichungen
Hinz veröffentlichte zahlreiche Publikationen in Fachmedien (u. a. BDK-Info, Chance Praxis, prophylaxe impuls, SomnoJournal, Zahnärztliche Mitteilungen) und Fachzeitungen (u. a. DZW Die ZahnarztWoche) zur KFO-Frühbehandlung, zum Schnarchen und anderen Schlafstörungen bei Kindern und Jugendlichen sowie bei Erwachsenen und zur KFO-Behandlung schwerstbehinderter Kinder.

### Fachbücher
- Die Klebebrücke in der Kieferorthopädie. ISBN 3-924931-41-0, R. Hinz, 1988, 195 Seiten, zfv Zahnärztlicher Fach-Verlag RöV Aktuell – Aktualisierung der Fachkunde im Strahlenschutz für das Praxisteam, ISBN 3-924931-78-X, R. Hinz, 2004, 193 Seiten, zfv Zahnärztlicher Fach-Verlag
- Die kieferorthopädische Fachassistentin. ISBN 978-3-941169-15-9, R. Hinz, M. Heise,  5. Auflage, 2009, 214 Seiten, zfv Zahnärztlicher Fach-Verlag
- Das kieferorthopädische Risikokind. ISBN 978-3-941169-02-9, R. Grabowsk,R. Hinz, F. Stahl de Castillon, 2009, 174 Seiten, zfv Zahnärztlicher Fach-Verlag
- KFO-Kommentar – GOZ 2012 – Kieferorthopädische Abrechnung nach der Gebührenordnung für Zahnärzte. ISBN 978-3-941169-77-7, R. Hinz, M. Heise, 2012, 112 Seiten, zfv Zahnärztlicher Fach-Verlag
- Schlafmedizin – Kompendium für Zahnmediziner. ISBN 3-924931-79-8, R. Hinz, E.C. Rose, B. Sanner, 2005, 278 Seiten, zfv Zahnärztlicher Fach-Verlag
- RöV aktuell – Aktualisierung der Fachkunde im Strahlenschutz für das Praxisteam. ISBN 978-3-941169-49-4, R. Hinz, K. Pehrsson, 2012, 127 Seiten, zfv Zahnärztlicher Fach-Verlag

### Buchreihe für Patienten
- Schnarchen und andere Schlafstörungen. ISBN 978-3-941169-98-2, 2011, 194 Seiten, zfv Zahnärztlicher Fach-Verlag
- Milchzähne – vom Zähnchen zum Zahn. ISBN 978-3-941169-97-5, 2012, 161 Seiten, zfv Zahnärztlicher Fach-Verlag
- Kinderzähne. ISBN 978-3-941169-34-0, 2013, 145 Seiten, zfv Zahnärztlicher Fach-Verlag

## Auszeichnungen
- 1997: Silberne Ehrennadel der Deutschen Zahnärzte für Verdienste um den zahnärztlichen Berufsstand
- 2007: Meier-Ewert-Preis für Verdienste um die Zahnärztliche Schlafmedizin der Deutschen Gesellschaft für zahnärztliche Schlafmedizin[1]
- 2008: Goldene Ehrennadel der Deutschen Zahnärzte für das Lebenswerk[2]
- 2010: Preis der Apollonia zu Münster – Stiftung der Zahnärzte in Westfalen-Lippe – für das Engagement und die zahlreichen Verdienste zur Umsetzung einer präventionsorientierten Zahn-, Mund- und Kieferheilkunde[3]